# Daïra de Mascara
La daïra de Mascara est une circonscription administrative algérienne située dans la wilaya de Mascara. Son chef-lieu est situé sur la commune éponyme de Mascara.

## Communes
La daïra est constituée de la seule commune de Mascara.